# Verrucaria sublobulata
Verrucaria sublobulata är en lavart som beskrevs av Eitner ex Servít. Verrucaria sublobulata ingår i släktet Verrucaria och familjen Verrucariaceae.   Inga underarter finns listade i Catalogue of Life.